# Saint-Gobain
Saint-Gobain je francosko podjetje, specializirano za proizvodnjo, preoblikovanje in distribucijo materialov.
Podjetje je leta 1665 ustanovil Jean-Baptiste Colbert (1619–1683) pod imenom Manufacture royale des glaces, podjetje je prisotno v osemindvajsetih državah, leta 2019 pa zaposluje skoraj 171.000 ljudi. Od leta 2019 je sedež podjetja v La Défense, Tour Saint-Gobain, v občini Courbevoie.